# Liste von Freitagsmoscheen
Dies ist eine Liste von Freitagsmoscheen. Freitagsmoscheen (arabisch مسجد جامع masdschid dschāmiʿ, DMG masǧid ǧāmiʿ; persisch مسجد جامع, DMG masǧed-e ǧāmeʾ) – Groß-, Zentral- bzw. Hauptmoscheen eines Landes, einer Stadt oder eines Stadtteils – sind Moscheen, in denen Muslime das Freitagsgebet, das wichtigste der gesamten Woche, gemeinschaftlich verrichten. Für das arabische Wort dschāmiʿ bzw. ǧāmiʿ (etwa: „der [die Muslime] vereinigende Ort“; „eine Moschee mit Freitagspredigt“) gibt es viele unterschiedliche Schreibungen, wie zum Beispiel Jame, Jami, Jameh, Jamia, Jomeh oder Dschami.

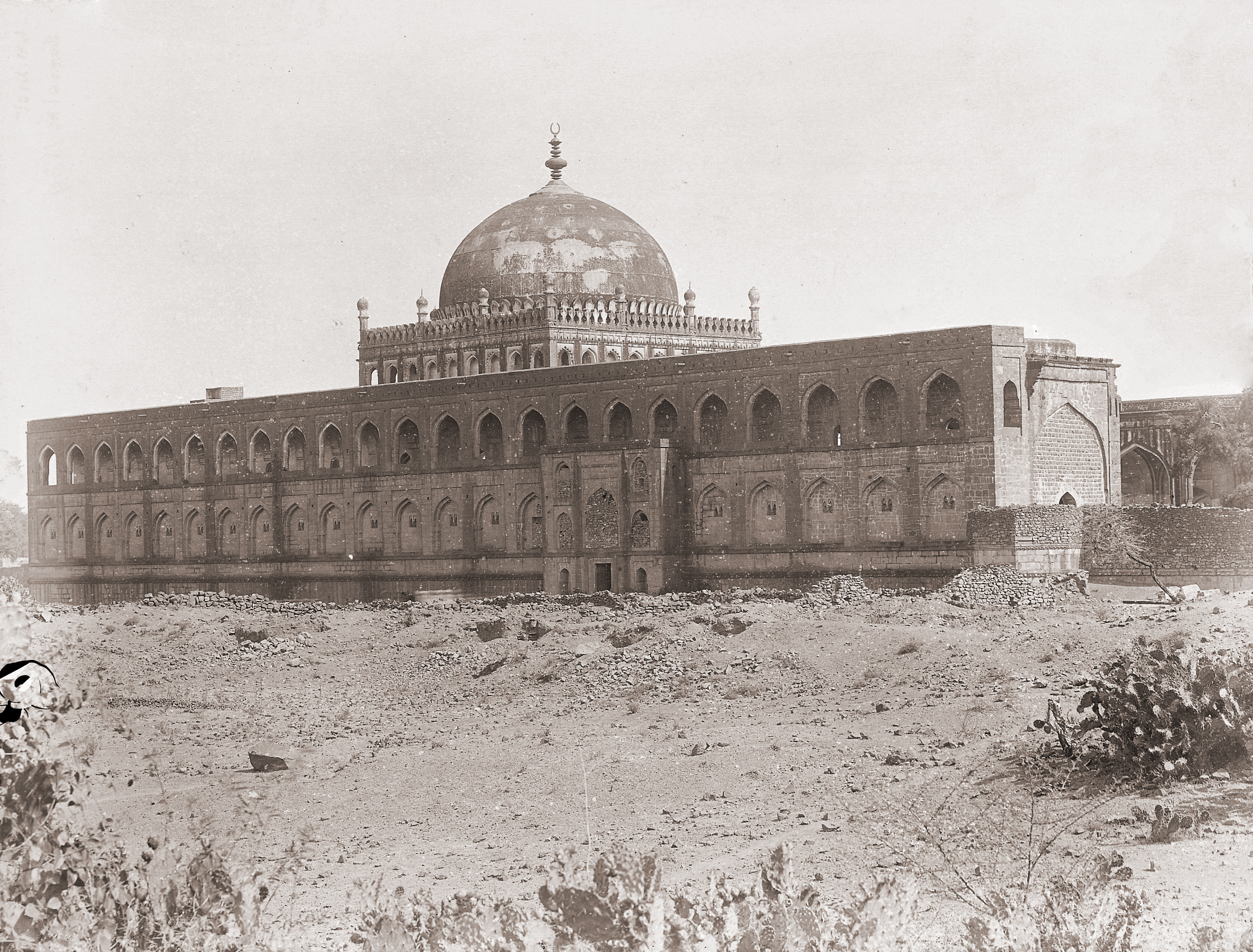
Freitagsmoschee von Bijapur (Vijayapura), um 1880

## Übersicht

### Afghanistan

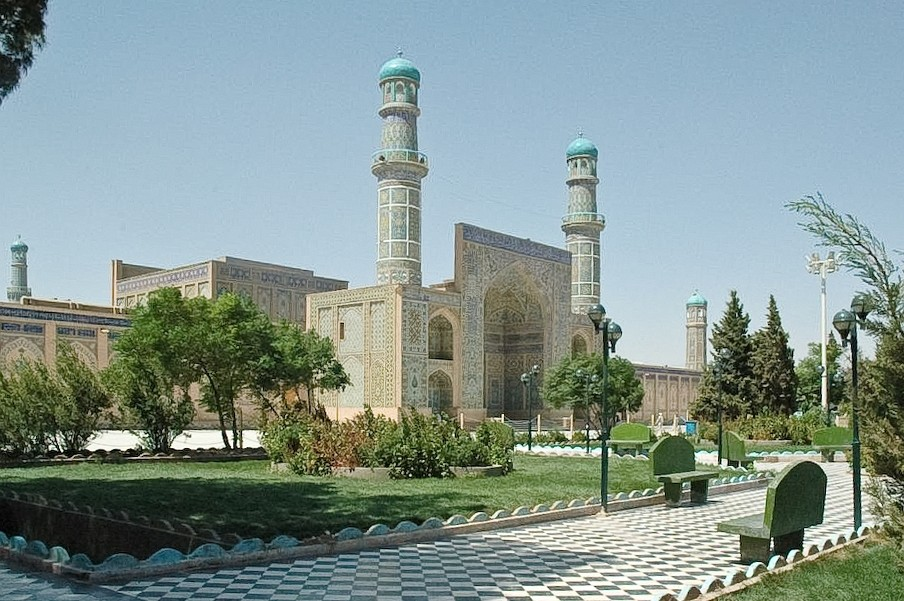
Herat

- Dschama-Moschee (Balch), Ruinen in Balch
- Dschama-Moschee (Herat), ehemals gleichnamige Moschee der Ghuriden, später der Timuriden, heute ein moderner Bau, Herat

### Aserbaidschan
- Dschuma-Moschee (Baku), Baku

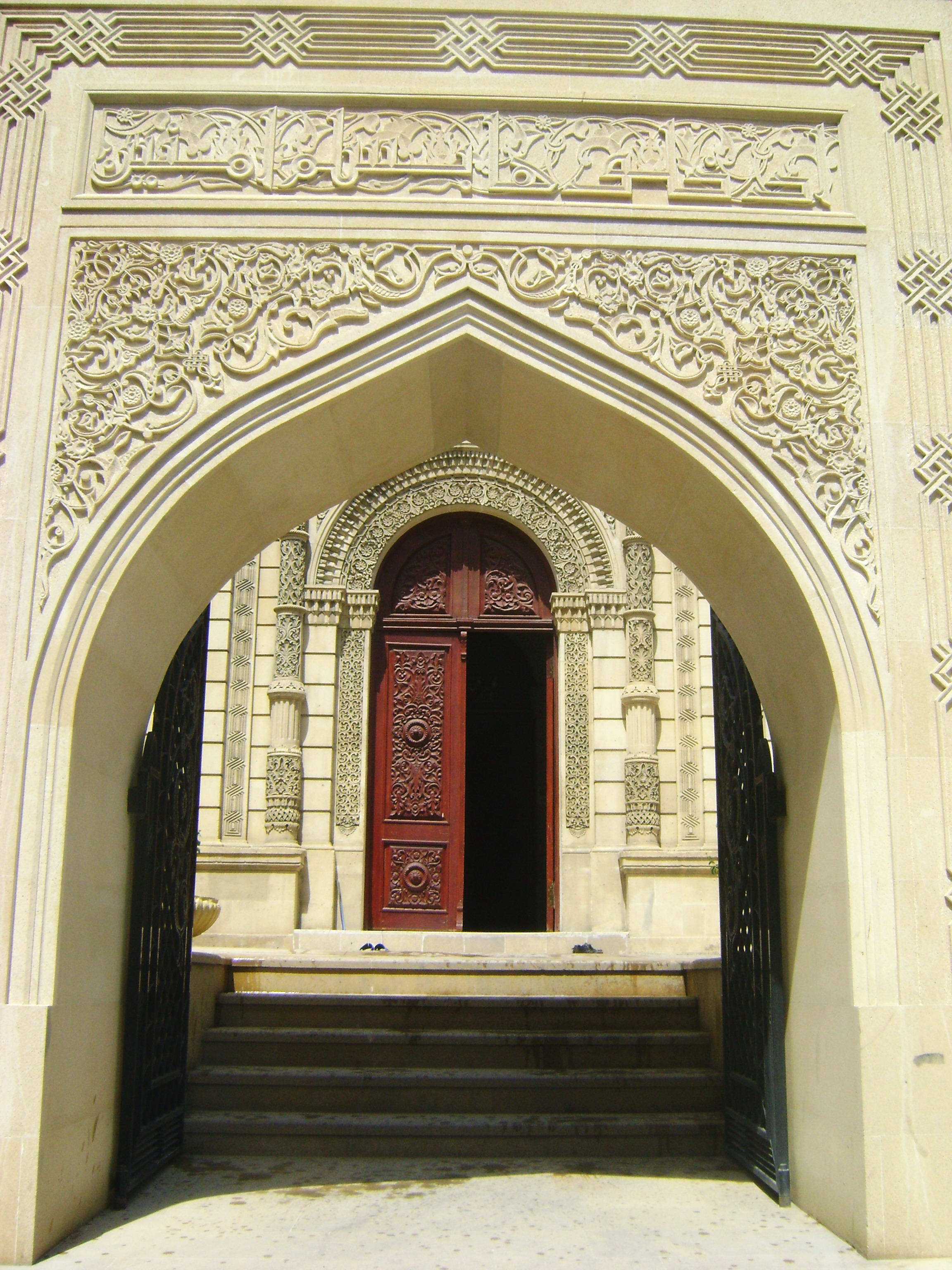
Baku

- Dschuma-Moschee (Gandscha), Gandscha
- Dschuma-Moschee (Ordubad), Ordubad
- Dschuma-Moschee (Nachitschewan), Nachitschewan
- Dschuma-Moschee (Schamachi), Schamachi

### Bangladesch
- Munshibari Jama Masjid, Taltoli, Kumilla

### China
- Jamia-Moschee (Hongkong), Hongkong

### England
- Jami Masjid and Islamic Centre Birmingham, Birmingham
- North Manchester Jamia Mosque, Manchester

### Indien

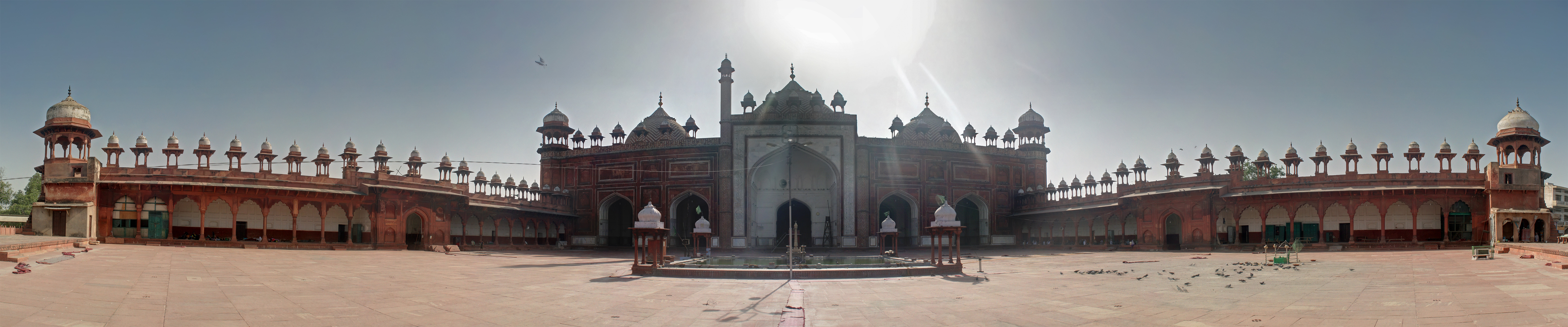
Agra

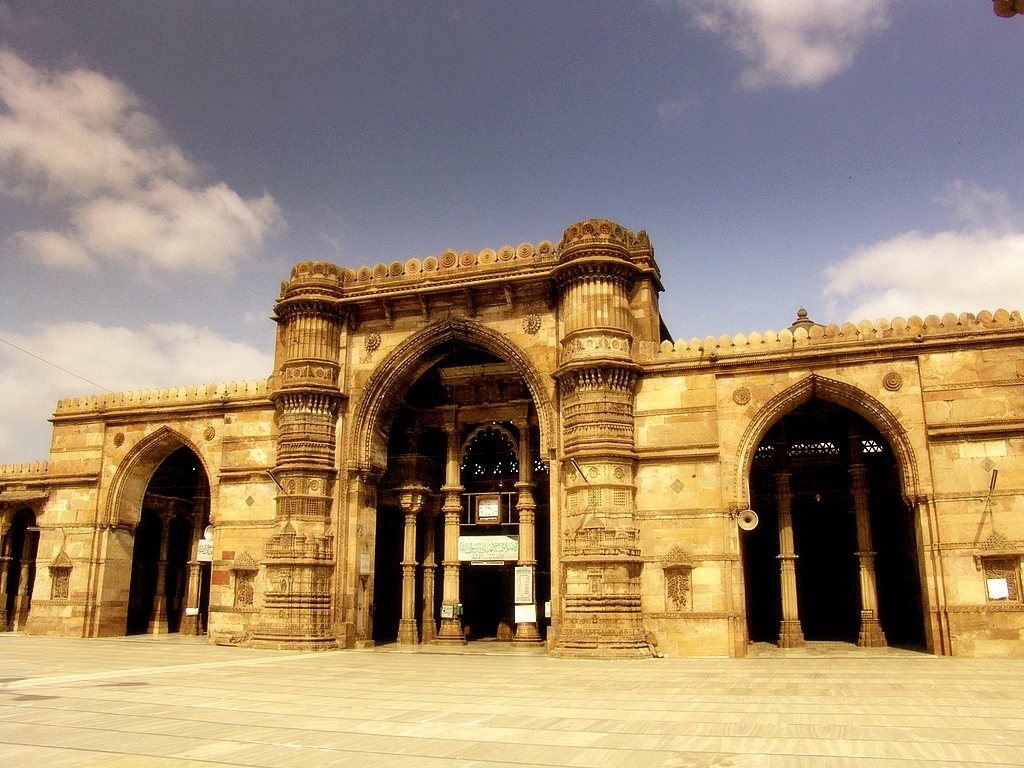
Ahmedabad

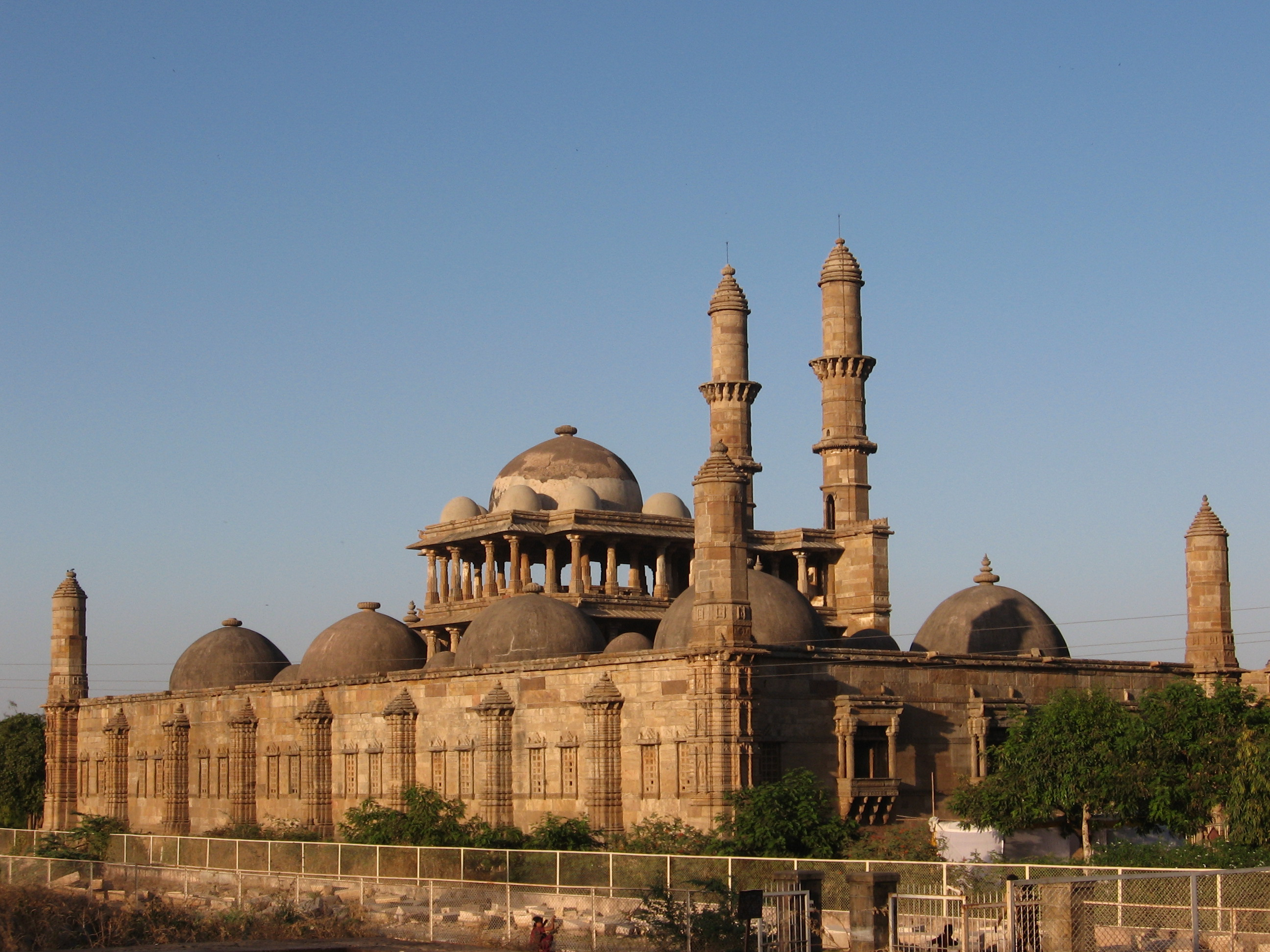
Champaner

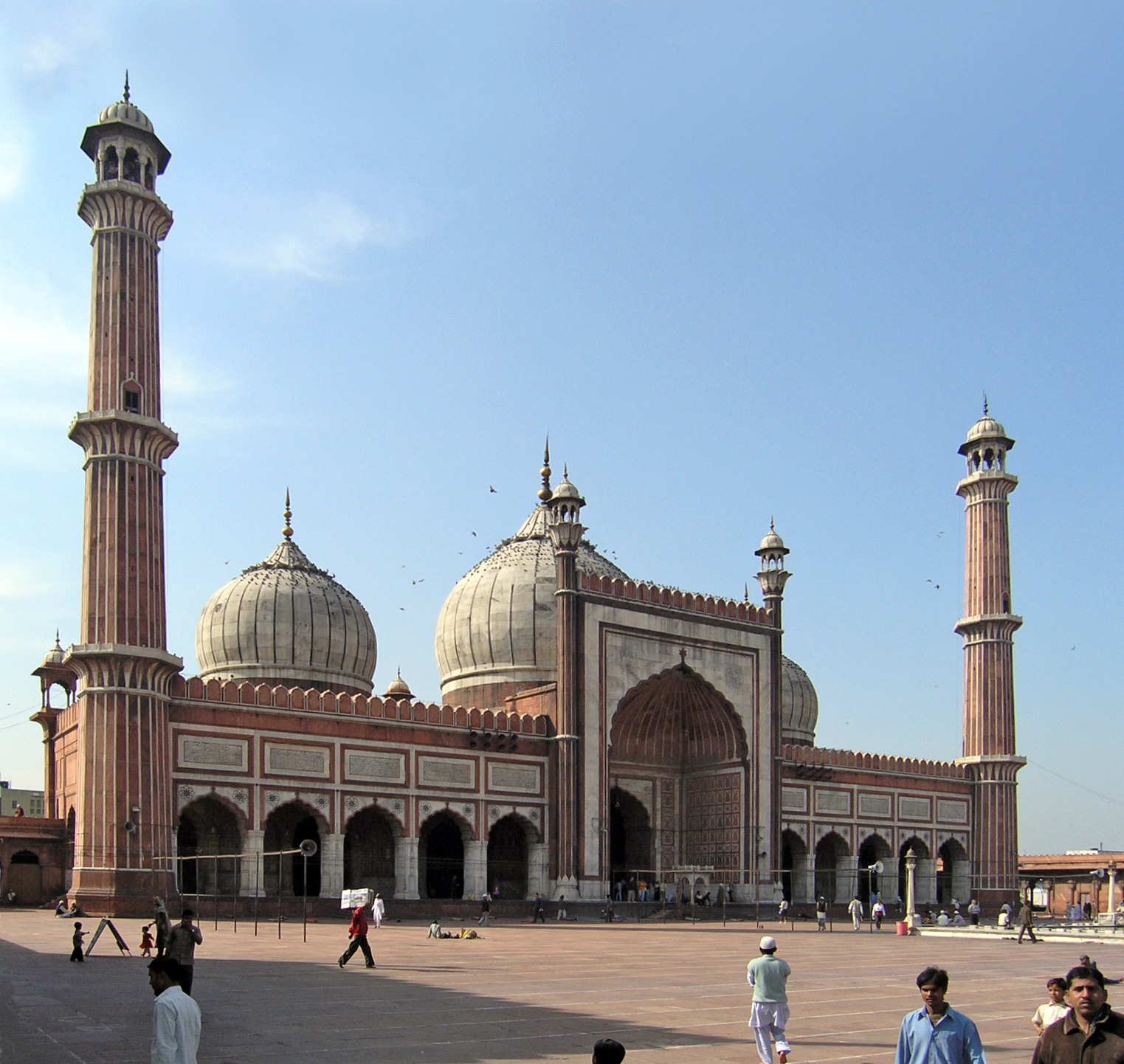
Delhi

- Cheraman-Freitagsmoschee, Kodungallur, Kerala
- Freitagsmoschee von Agra, Uttar Pradesh
- Jama Masjid (Ahmedabad), Gujarat
- Freitagsmoschee von Aurangabad, Maharashtra
- Jama Masjid von Bijapur (Vijayapura), Karnataka
- Jama Masjid (Bhopal), Madhya Pradesh
- Freitagsmoschee von Champaner, Gujarat
- Freitagsmoschee von Chanderi, Madhya Pradesh
- Freitagsmoschee von Daulatabad, Maharashtra
- Freitagsmoschee von Dharamshala, Himachal Pradesh
- Jama Masjid (Delhi), Delhi
- Freitagsmoschee von Erandol, Maharashtra
- Jama Masjid (Fatehpur Sikri), Agra, Uttar Pradesh
- Freitagsmoschee von Furus, Furus, Ratnagiri Distrikt, Maharashtra
- Freitagsmoschee von Gulbarga, Karnataka
- Freitagsmoschee von Jaunpur, Uttar Pradesh
- Freitagsmoschee von Jamui, Jamui, Jamui Distrikt, Bihar
- Jama Masjid (Junagadh), Junagadh, Gujarat
- Freitagsmoschee von Lakhnau, Uttar Pradesh
- Jama Masjid (Mandu), Madhya Pradesh
- Freitagsmoschee von Mathura, Uttar Pradesh
- Freitagsmoschee von Meerut, Uttar Pradesh
- Freitagsmoschee von Mumbai, Maharashtra
- Freitagsmoschee von Nagpur, Maharashtra
- Freitagsmoschee von Pullancheri, Pullancheri, Kerala
- Freitagsmoschee von Salem, Tamil Nadu
- Freitagsmoschee von Shimla, Himachal Pradesh
- Jamia-Moschee (Srinagar), Jammu und Kashmir
- Palayam Juma Masjid, Thiruvananthapuram, Kerala
- Shia Jama Masjid, National Capital Region
- Thazhathangady Juma Masjid, Kottayam, Kerala

### Iran

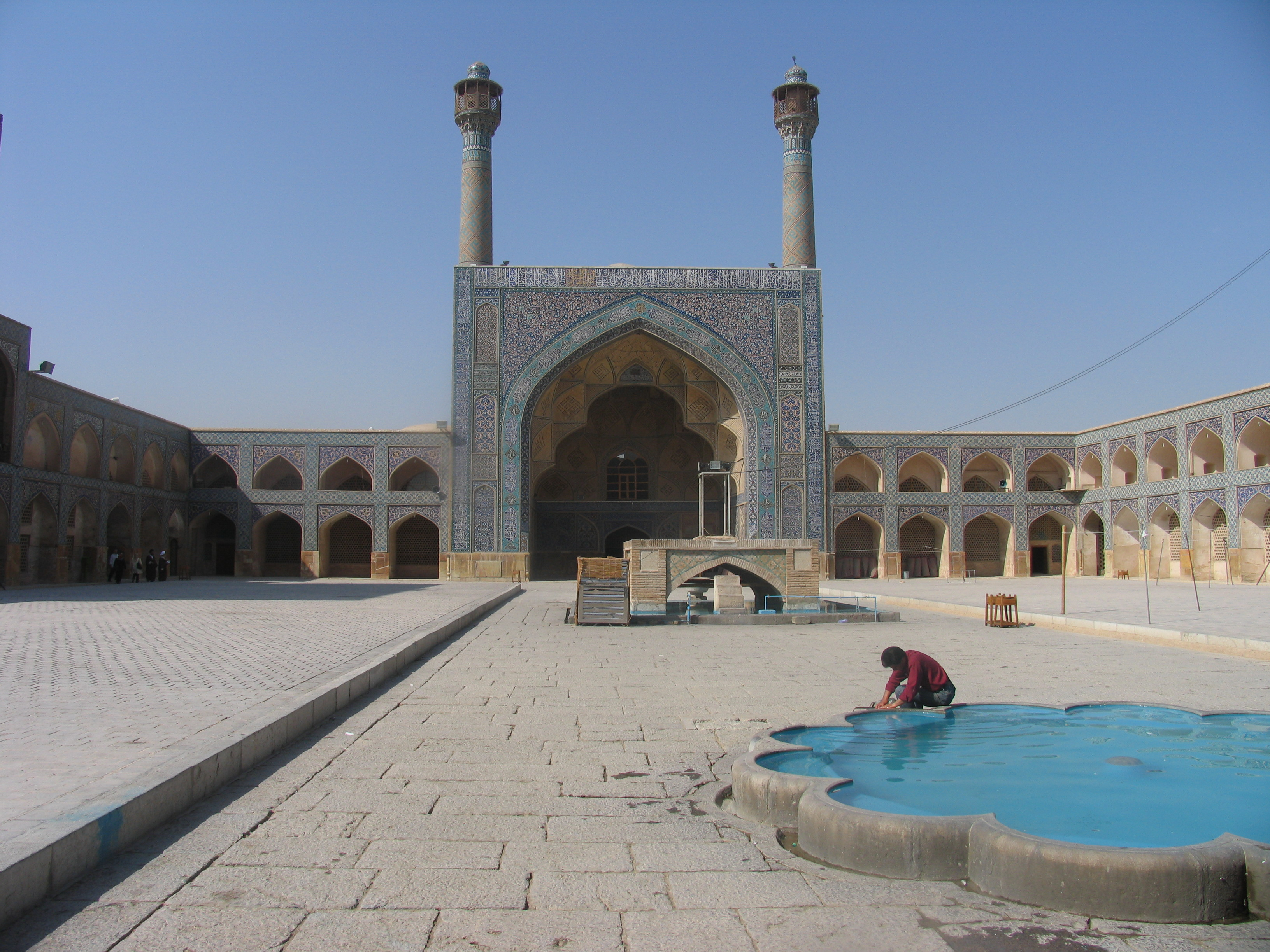
Isfahan

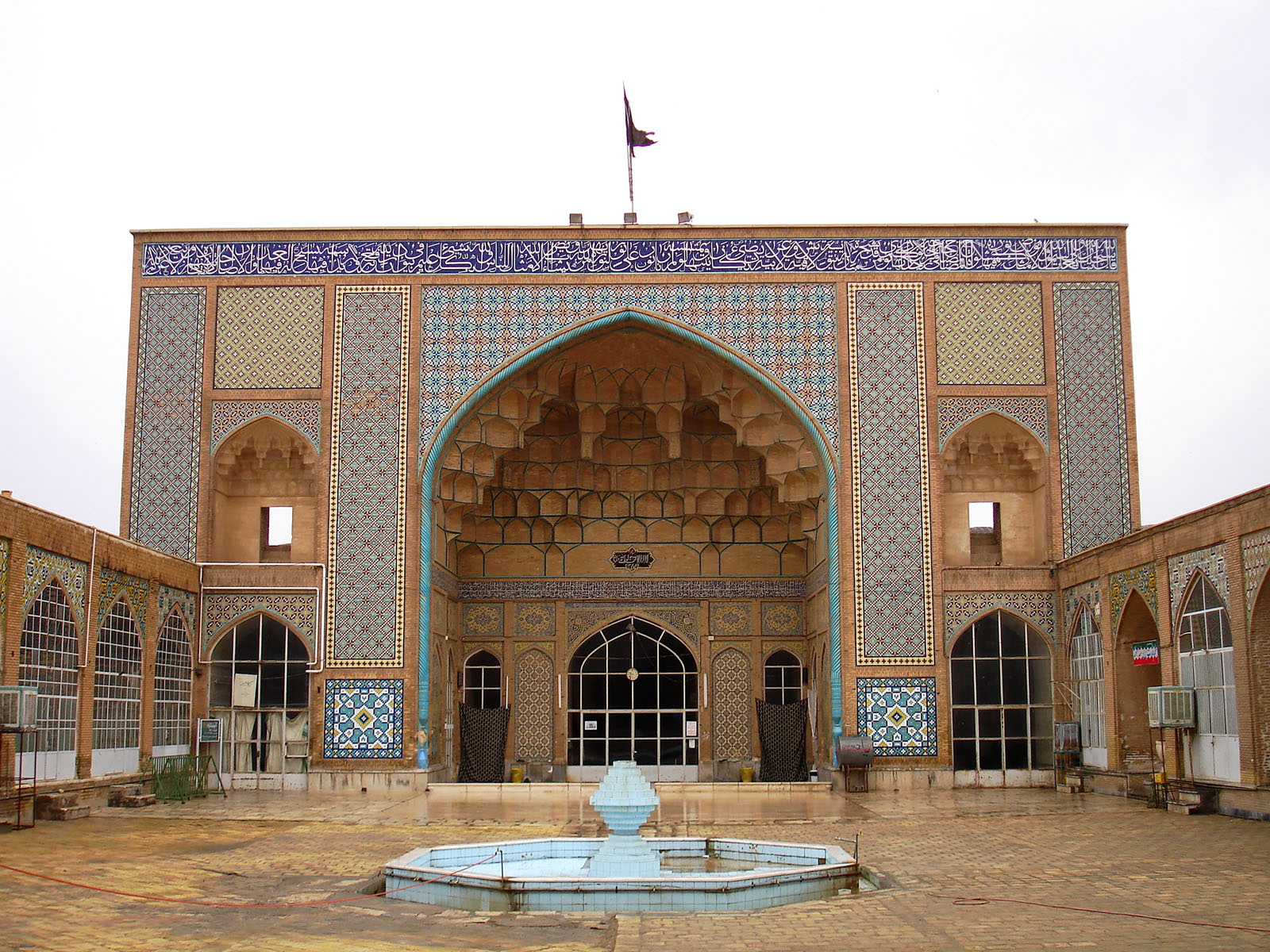
Ghom

- Freitagsmoschee von Ardestan
- Freitagsmoschee von Aschtardschan
- Freitagsmoschee von Borudscherd
- Freitagsmoschee von Fahradsch
- Freitagsmoschee von Ferdows
- Freitagsmoschee von Isfahan
- Freitagsmoschee von Nain
- Freitagsmoschee von Nischapur
- Freitagsmoschee von Qazvin
- Freitagsmoschee von Ghom
- Freitagsmoschee von Saveh
- Freitagsmoschee von Schiras
- Freitagsmoschee von Täbris
- Freitagsmoschee von Waramin
- Freitagsmoschee von Yazd
- Freitagsmoschee von Zandschan
- Freitagsmoschee von Amol

### Kanada
- Jami-Moschee (Toronto), High Park, Toronto

### Kenia
- Jamia-Moschee (Kenia), Nairobi
- Jamia Masjid Kibra, Nairobi

### Malaysia
- Masjid Jamek

### Mauretanien
- Freitagsmoschee von Nouakchott, Nouakchott

### Malediven
- Male' Hukuru Miskyii, in der Hauptstadt Male'

### Mali
- Große Moschee von Djenné, Djenné

### Niger
- Große Moschee von Agadez, Agadez
- Große Moschee von Dosso, Dosso
- Große Moschee von Niamey, Niamey
- Große Moschee von Zinder, Zinder

### Pakistan
- Jamia-Moschee (Khudabad), Provinz Sindh
- Jamia Masjid Sialkot, Sialkot, Provinz Punjab
- Shah-Jahan-Moschee, Thatta

### Russland
- Moskauer Kathedralmoschee

### Tansania

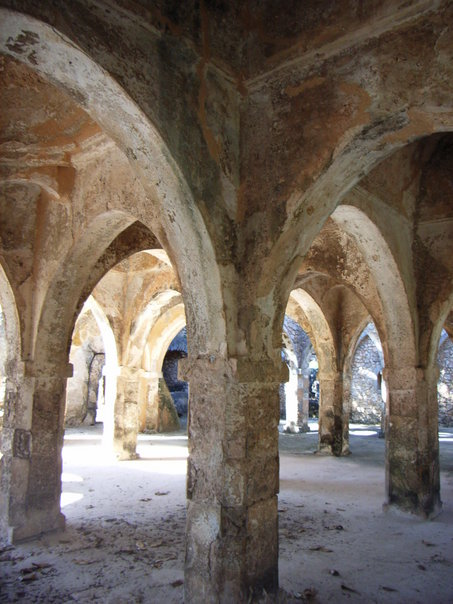
Kilwa

- Große Moschee von Kilwa, Ruine in Kilwa Kisiwani

### Ukraine
- Achat-Dschami-Moschee, Donezk
- Dschuma-Dschami-Moschee, Jewpatorija, Autonome Republik Krim

### Usbekistan
- Dschuma-Moschee, Xiva (Chiwa)
- Dschuma-Moschee, Taschkent
- Bolo-Hovuz-Moschee, Buxoro